# Saxenrast
Koordinaten: 52° 2′ 11,2″ N, 7° 50′ 24,4″ O

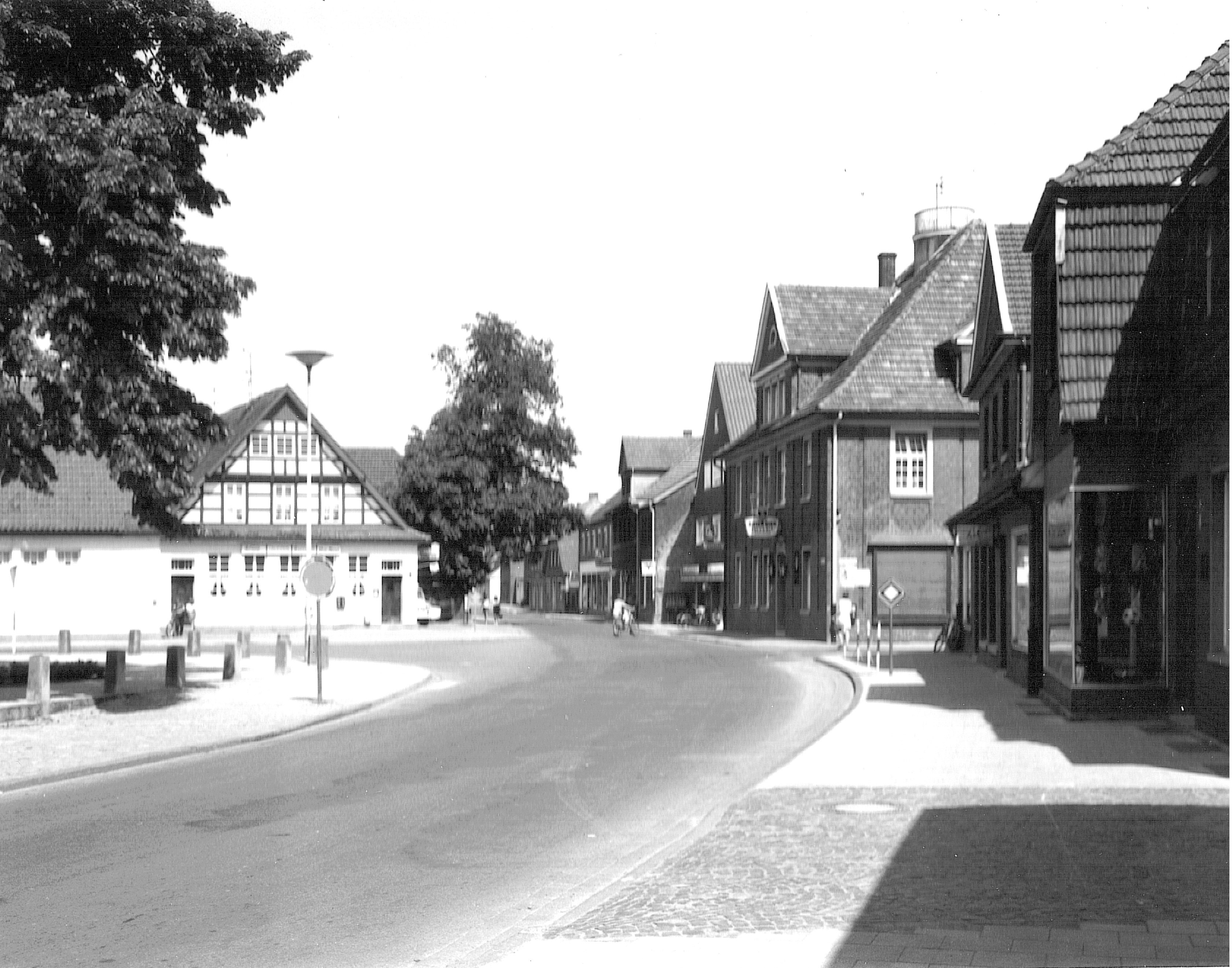
Die Saxenrast an der Hauptstraße Ostbeverns kurz vor dem Abriss

Die Saxenrast war eine Relais- und Poststation an der Nationalstraße N3 aus der Franzosenzeit in Ostbevern und ist heute ein modernes Wohn- und Geschäftsgebäude. Noch vor der Etablierung des Départements de l’Ems-Supérieur wurde 1810 der Kanton Ostbevern errichtet. Als Maire des Kantons war Friedrich Clemens von Beverförde ernannt worden, der in „vorauseilendem Gehorsam“ den Bau des Teilabschnittes der N3, auch „routes imperiales“ oder Napoleonchaussee genannt, innerhalb seines Kantons durchführte und in diesem Zusammenhang auch die Saxenrast erreichten ließ. Das Gebäude wurde 1976 abgerissen und an seiner Stelle 1977–1978 ein Geschäfts- und Wohnhaus errichtet.

## Beschreibung
Die Saxenrast bestand aus zwei Gebäuden. Auf der Westseite waren im Hauptgebäude eine Gastwirtschaft, eine Poststation und eine Übernachtungsmöglichkeit untergebracht. Im östlichen Seitenflügel befand sich der Pferdestall (Evens Piädstall), in dem die Pferde zum Wechseln unterstanden. Der Name Saxenrast war auch immer der Name der Schankstätte und dürfte ihren Ursprung darin finden, dass hier der Weg vom Westfälischen ins Niedersächsische führte, also eine Rast auf dem Weg nach Sachsen.

## Geschichte

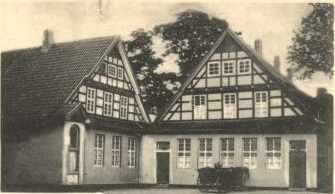
Alte Saxenrast

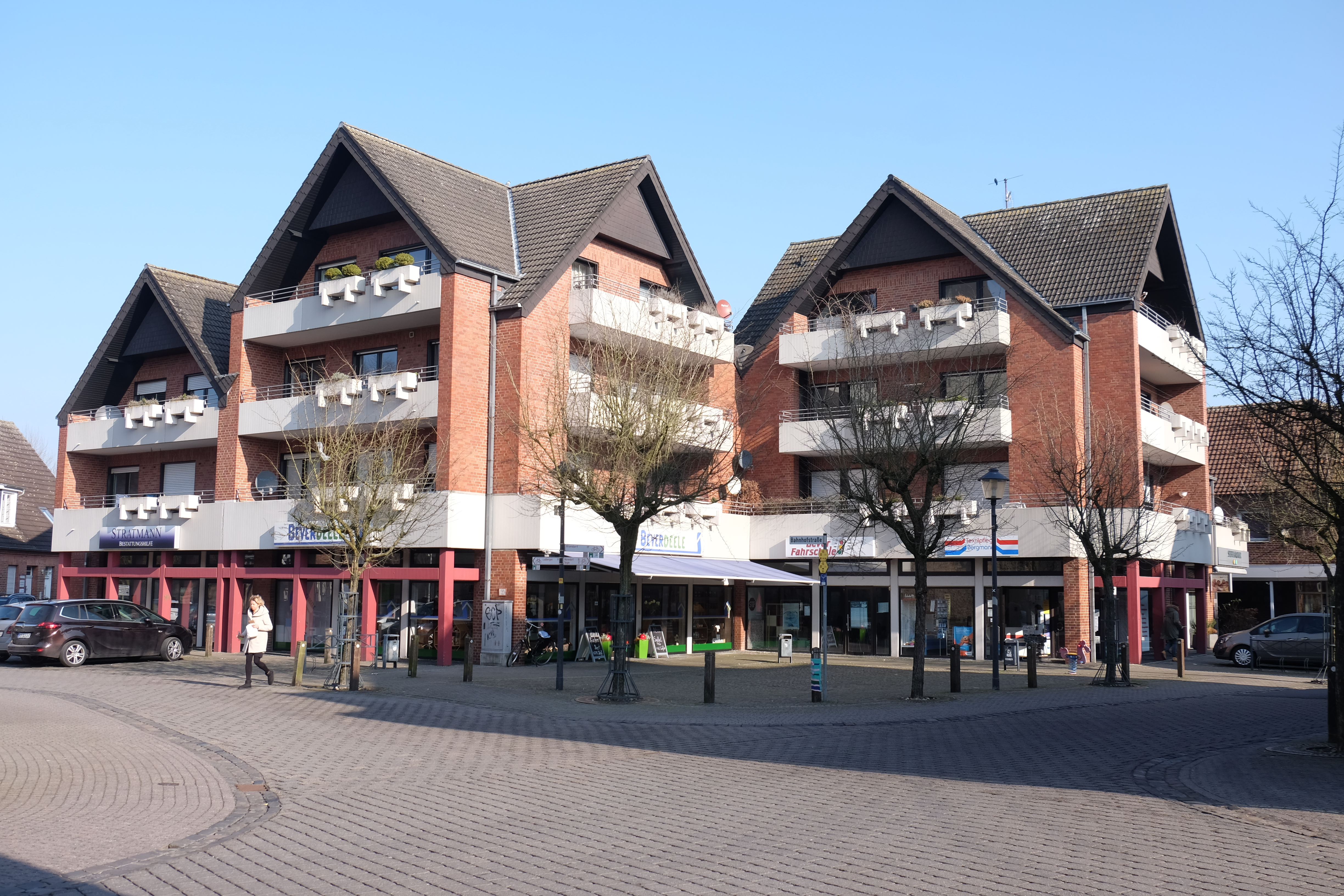
Heutiges Gebäude mit gleichem Namen

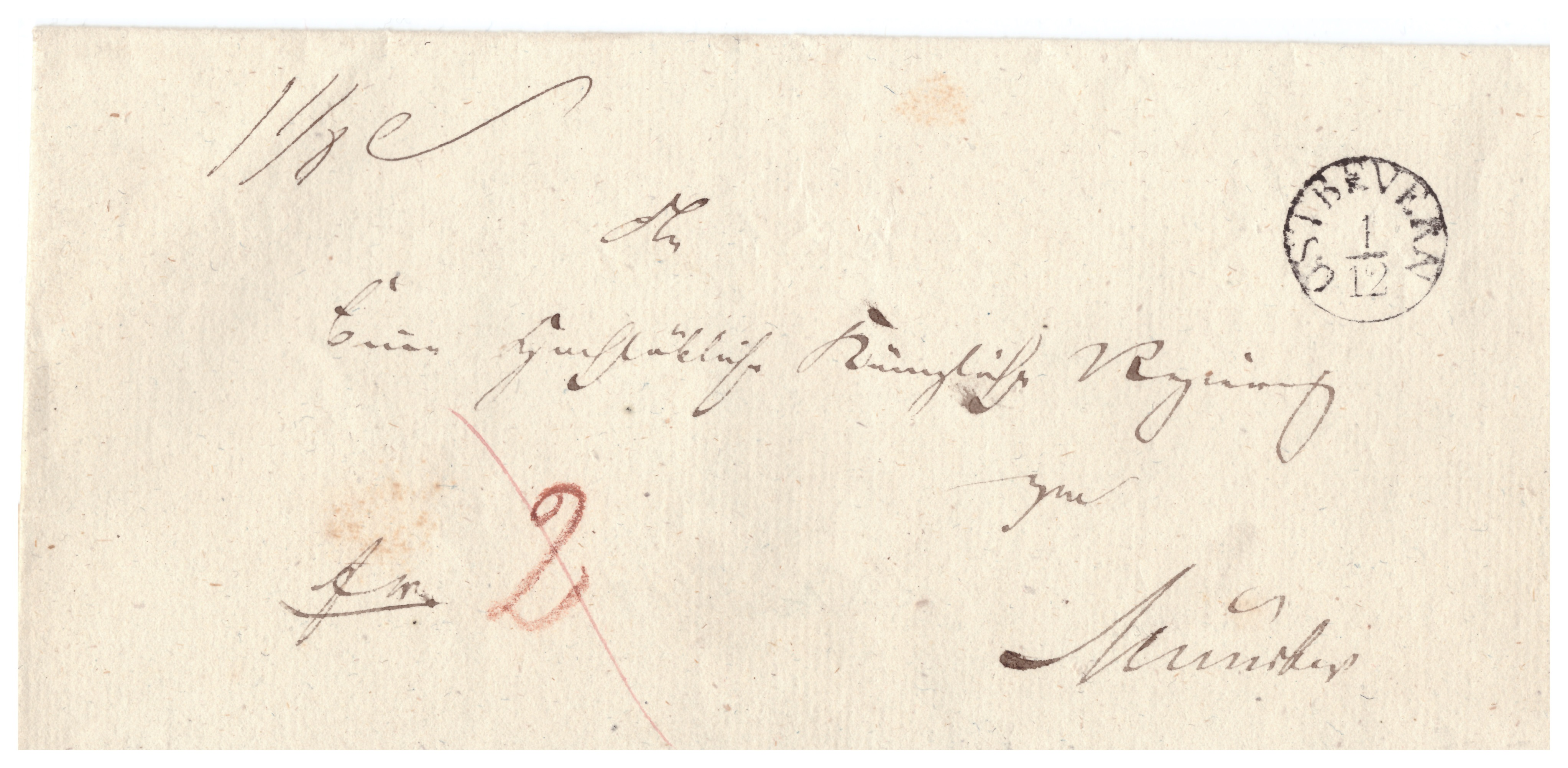
Brief gelaufen Januar 1812 von der Saxenrast, Fingerhutstempel Ostbevern

### Vorgeschichte
Ab 1735 wurden Postämter und Poststationen ausgebaut und der Postverkehr beförderte nun auch Personen mit der Kutsche. Mitte des 18. Jahrhunderts hatten sich die Postkutschen als wichtigstes Verkehrsmittel im Überlandverkehr durchgesetzt. Ab 1800 war mit der Gründung eines Generalpostdirektoriums eine Oberorganisation entstanden. Ein dichtes Netz von Relaisstationen und Poststraßen durchzog nun das Land.

### Französisches Kaiserreich
Um die Kontinentalsperre vor allem gegen die britische Insel Helgoland durchzusetzen, wurde durch Senatsbeschluss vom 13. Dezember 1810 ein Gebiet entlang der Nordsee und einer Linie von Haltern über Telgte, Stolzenau, Ratzeburg bis etwa Lübeck, die Herzogtümer Lauenburg und Oldenburg, die Freie Hansestadt Bremen, die Grafschaft Bentheim-Steinfurt, das Herzogtum Arenberg-Meppen und der Fürsten zu Salm-Salm und Salm-Kyrburg, der nördliche Teil von Hannover, Teile des Königreiches Westphalen und der Bistümer Osnabrück und Minden durch das französische Kaiserreich annektiert. Napoleon ordnete am 1. Januar 1811 die Einteilung in die drei hanseatischen Départements an. Am selben Tag wurde die Napoleonische Post im Départment Obere Ems eingeführt, was auch neue Postwege notwendig machte. Am 4. Juli 1811 wurde das Départment Obere Ems in Saint Cloud bestätigt. Das Département hatte Osnabrück als Hauptort und Verwaltungssitz und insgesamt 19 Postanstalten. Am 27. April 1811 wurde das Département Lippe gebildet. Während der Zeit von 1800 bis 1812 sind im damaligen Frankreich allein 300 Millionen Fr. für den Straßenbau verwendet worden. Am 17. August 1811 schrieb Napoleon an seinen Finanzminister Michel Gaudin: 

„Die Chaussee Hamburg–Wesel rückt Hamburg um 4 Tagesreisen näher an Paris heran; das sichert und befestigt die Vereinigung dieser Länder mit dem Kaiserreich und es ist eine Angelegenheit von höchster Bedeutung.“

 Die Post weist für den Kursus No. 103 von Hamburg nach Wesel 18 Relaisstationen aus. Diese lagen bei einer Gesamtdistanz von 420 km im Mittel ca. 23 km auseinander. Unterstellt man eine durchschnittliche Tagesreise von ca. 80 km, so ergibt dies für die Strecke eine Zeit von 5 Tagen. Die Zeit für die Estafette (reitende Postkuriere) wurde vom Kaiser selbst vorgegeben. Sie lag bei 2 Tagen. Diese ritten in der Regel 12 Stunden am Tag. Daraus ergibt sich eine Geschwindigkeit von 17,5 km/h, was einem leichten Trab gleichkommt. Für das Postwesen war Antoine Marie Chamans zuständig.

### Die französischen Chausseen
Das französische Wort Chaussee bezeichnet eine Straße mit festgestampften Steinen, dem sogenannten Makadam, gleichbedeutend mit den deutschen Bezeichnungen „Straßendamm“ oder „Hochweg“ und dem englischen „highway“. Neu für die Napoleon-Chausseen war die aufwändige Erstellung des Belags, der aus einem mehrteiligen Unterbau bestand. Dafür wurde zunächst der Boden abgetragen und es wurden größere Steine, Kies oder Schotter schichtenweise aufgetragen. Die zur Mitte gewölbte Fahrbahn wurde außerdem von Gräben und Alleebäumen flankiert. Die Straße war nach militärischen Gesichtspunkten konzipiert, sie hatte ein Gesamtbreite von ca. 15 m und neben der gepflasterten, 4,5 bis 8 m breiten Fahrbahn für Artilleriegespanne einen 3,5 m breiten Schotterweg für Infanteriekolonnen sowie einen unbefestigten, 3,5 m breiten Sommerweg. Die gesamte Straßenführung war ziemlich geradlinig, mit einer kontinuierlichen Streckenmessung durch Meilensteine.

### Die neue Trassenführung von Münster nach Osnabrück

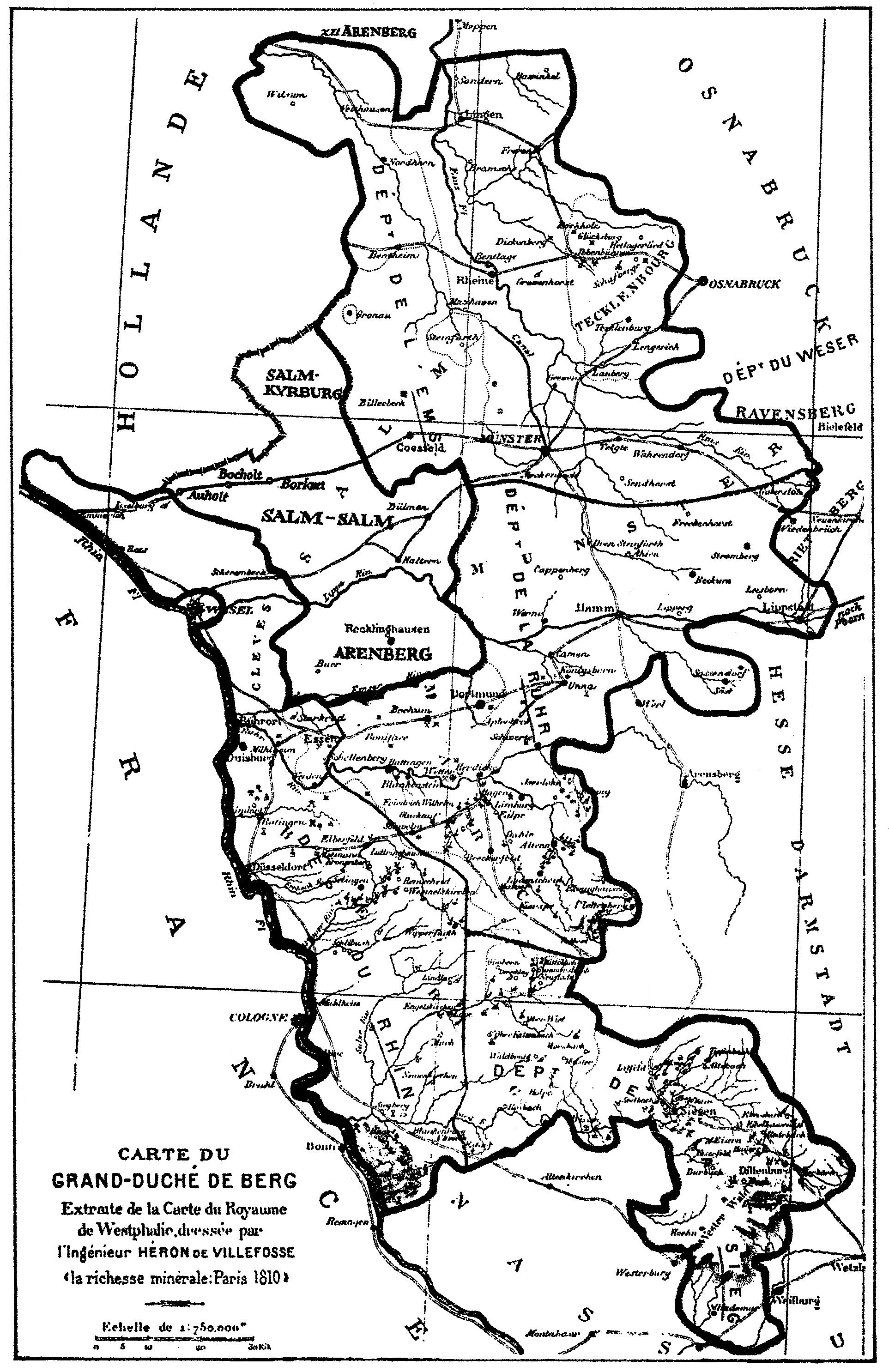
Die Straßen im Großherzogtum Berg im Jahr 1810 von Antoine-Marie Héron de Villefosse

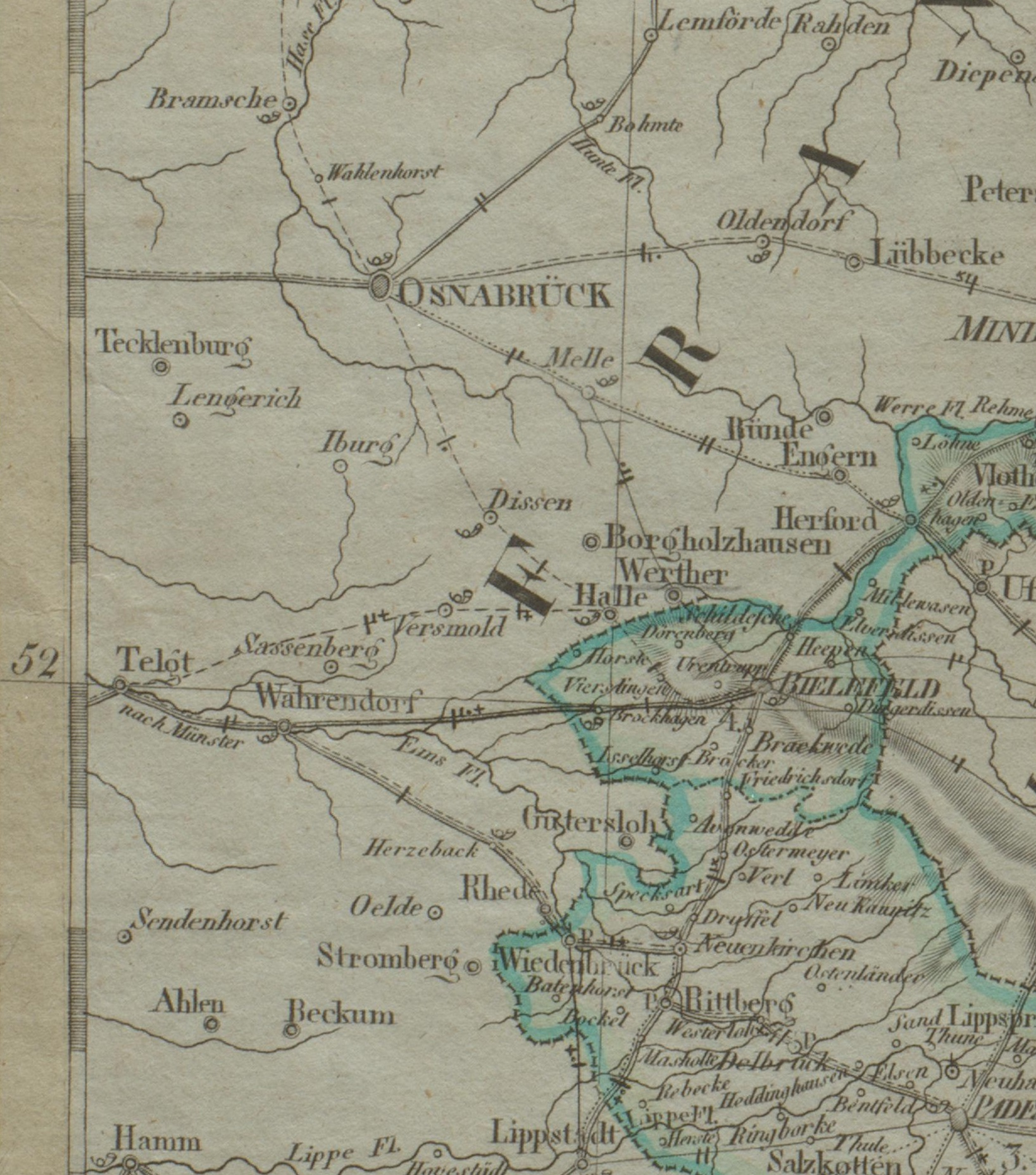
Östlicher Teil des Königreichs Westfalen von 1812, auch hier keine Straße zwischen Telgte und Osnabrück

Für die Trassenführung der N3 (Paris–Lüttich–Wesel–Hamburg), die heute ein Teil der Bundesstraße 51 ist, wurde die Postroute von Münster nach Osnabrück, die seit 1688 über Ladbergen und Lengerich (ungefähr der Verlauf der heutigen Bundesautobahn 1) verlief, aus militärischen Gründen (Steigungen bzw. Gefälle von drei bis fünf Prozent durften für die schweren Artillerie-Protzen nicht überschritten werden) über Telgte, Ostbevern, Glandorf, Iburg geführt, um zwischen dem Dörenberg und dem Hohnsberg den Teutoburger Wald zu queren. Zudem hatte der Bischof Karl von Lothringen bereits 1714 die Straße Osnabrück–Iburg ausgebaut. Diese neue Trasse führte an Spiegelburgs Hof vorbei, weiter über Oesede und über den Herrenrest. Gleichzeitig wurde die Dütebrücke von Dröper nach Oesede verlegt. Die Straße von Münster nach Telgte bestand ebenfalls bereits vorher, so musste nur das Teilstück von Telgte nach Bad Iburg ausgebaut werden. In seiner Erzählung Das Treffen in Telgte, die im Jahr 1647 gegen Ende des Dreißigjährigen Krieges spielt, wählte der Schriftsteller Günter Grass den Tagungsort Telgte, da es auf dem Weg zwischen Münster und Osnabrück liegt, den beiden Städten des Westfälischen Friedens. Dies ist insofern anachronistisch, da zu dieser Zeit der Weg von Münster nach Osnabrück nicht über Telgte führte, sondern, wie bereits beschrieben, über Ladbergen und Lengerich und Hasbergen. Telgte dagegen führte den Verlauf der heutigen Bundesstraße 64 folgend nach Warendorf.

### Der Bau der Chaussee von Telgte nach Bad Iburg
Die Hauptstraße Ostbeverns war ein Teil davon; erst später umging die B 51 den Ort. Im Kanton Ostbevern begannen die Arbeiten aber schon viel früher, als die Planung in Paris noch nicht abgeschlossen war. Dies lag an der Dienstbeflissenheit des gerade ernannten Maire Friedrich Clemens von Beverförde, der die Arbeiten schon im Mai 1811 in seinem Kanton (von Telgte bis Glandorf) begann, noch bevor der Befehl dazu aus Paris eingelaufen war. Auch der Präfekt in Osnabrück Charles-Louis de Keverberg de Kessel wollte die Verbindung zwischen Münster, der Hauptstadt des Départements Lippe, und Osnabrück, der Hauptstadt des Départements de l’Ems-Supérieur, bald abschließen. Doch immer wieder kam es zu Verzögerungen: 

„Loburg d[en] 13. May 1811
 Der Maire zu Ostbevern an den Herrn Präfekten der Ober-Ems, Ritter der Ehrenlegion
 Herr Präfect!
 Auf die mir zugesandten Beschwerden und Vorstellungen der Herren Maires von Laer und Lienen betreff der zu stellenden Arbeiter zum Chaussee-Bau habe ich die Ehre, gehorsamst zu berichten, dass es allerdings hart ist, dass diese Leute jetzt in ihrer Sommersaat aufgehalten werden.“

 In Ostbevern (2221 Einwohner, Stand 1811) und Umgebung wurden bis zu 300 Arbeiter und Bauern und 15 zweispännige Wagen dafür zwangsrekrutiert. Im Vergleich dazu hatte Ladbergen mit 2179 Einwohnern (Stand 1811) nur 150 Arbeiter und 15 zweispännige Wagen zu stellen. Zahlreiche Bauern mussten Ländereien abgeben. Hinzu kamen Hand- und Spanndienste, die zum Teil erst nach 1816 vom preußischen Staat abgegolten wurden; dieser entschädigte auch im Nachhinein die Grundbesitzer, die vom französischen Staat ohne Kompensation geblieben waren und teilweise Ostbevern verarmt verlassen hatten. Als am 11. Dezember 1812 aus Paris der Befehl zum Bau erging, waren die Arbeiten im Kanton Ostbevern – von Telgte bis Glandorf, ca. 20 km – bereits weitgehend abgeschlossen.

### Vollendung der Planung
Am 25. Januar 1812 wurden die Planungen in Paris abgeschlossen und am 4. April 1812 erging dazu ein Reglement, welches die Organisation, die rechtlichen Belange und die Kosten regelte. Ausschlaggebend für den Bau war, dass die Arbeiten durch die Kantone längs der Chaussee aufgebracht werden mussten. Doch schon zwei Jahre später mit der Völkerschlacht bei Leipzig erodierte der Rheinbund und zwei weitere Jahre später endete mit der Schlussakte des Wiener Kongresses endgültig die Herrschaft Frankreichs auf der östlichen Rheinseite.

### Schlussbetrachtung und Ende des historischen Gebäudes
Obwohl die Verbindung zwischen Münster und Osnabrück fertiggestellt werden konnte, wurde trotz allen Drängens die N3 im gesamten Verlauf von Paris bis Hamburg nicht vollendet und damit ihr eigentlicher Zweck verfehlt.
Das Teilstück von Telgte nach Wesel war aber schon im Unterbau ausgeführt. Dennoch führte die neue Chaussee zum wirtschaftlichen Aufschwung Ostbeverns im 19. Jahrhundert, das von nun an bis ins 20. Jahrhundert den Charakter eines Straßendorfs bewahren konnte. In der Ortsmitte, direkt neben der Kirche St. Ambrosius wurde als Relaisstation die Saxenrast gebaut. Sie blieb als Gasthof und Auswechselstation für die Postkutschenpferde bis Ende des 19. Jahrhunderts bestehen. Pächter war Gastwirt und Posthalter Ewens, der auch Müller im Ort war. Als am 1. September 1871 die Bahnstrecke Wanne-Eickel–Hamburg mit dem Streckenabschnitt Münster–Osnabrück eröffnet wurde, endete das Zeitalter der Postkutschen. Die Post zog in das gegenüberliegende größere Gebäude „Esselmanns Haus“, die heutige Gastwirtschaft Finke („Zur alten Post“). Die Saxenrast wurde eine einfache Schankstätte mit anhängendem Pferdestall, der zunächst als Unterbringung für die Landbeschäler des Nordrhein-Westfälisches Landgestütes in Warendorf genutzt wurde. Der letzte Pächter war der Gastwirt Weglage. 1974 wurde das historische Gebäude trotz des Denkmalwertes abgerissen. An gleicher Stelle errichtete der ortsansässige Architekt Hermann Schapmann, der auch Gemeinderatsmitglied und stellvertretender Vorsitzender des Heimatvereins war, von 1977 bis 1978 ein Wohn- und Geschäftshaus, das nur noch den Grundriss in etwa mit der alten Saxenrast gemein hat. 2011 wurde von Teilen der FDP im Gemeinderat angeregt, eine Litfaßsäule an der Saxenrast zu errichten, womit der Ort seinen kommunikativen Mittelpunkt für Ostbevern zurückgewänne. Auch wurde der Entwurf diskutiert, an der Saxenrast eine Einbahnstraße zu etablieren. Seit 2018 ist das Gebäude auch der Wohnort des Pfarrers der katholischen Pfarrgemeinde.

## Bilder
Anhand der Bildabfolge kann man recht gut die Entwicklung weg vom Straßendorf erkennen. Nur der Kirchturm der St.-Ambrosius-Kirche bleibt an gleicher Stelle.

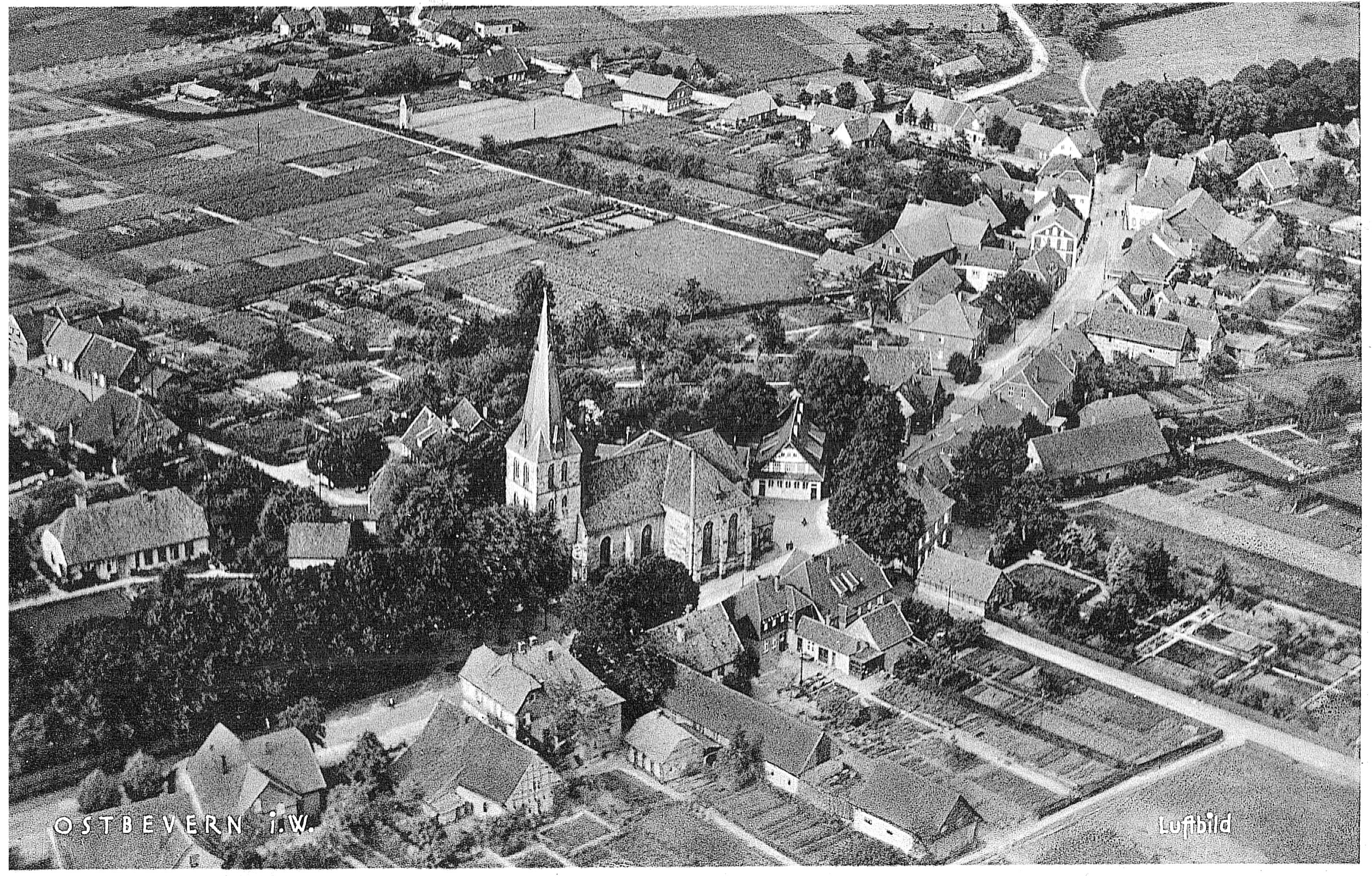
Ostbevern mit der Saxenrast 1922 zeigt den Charakter eines Straßendorfes
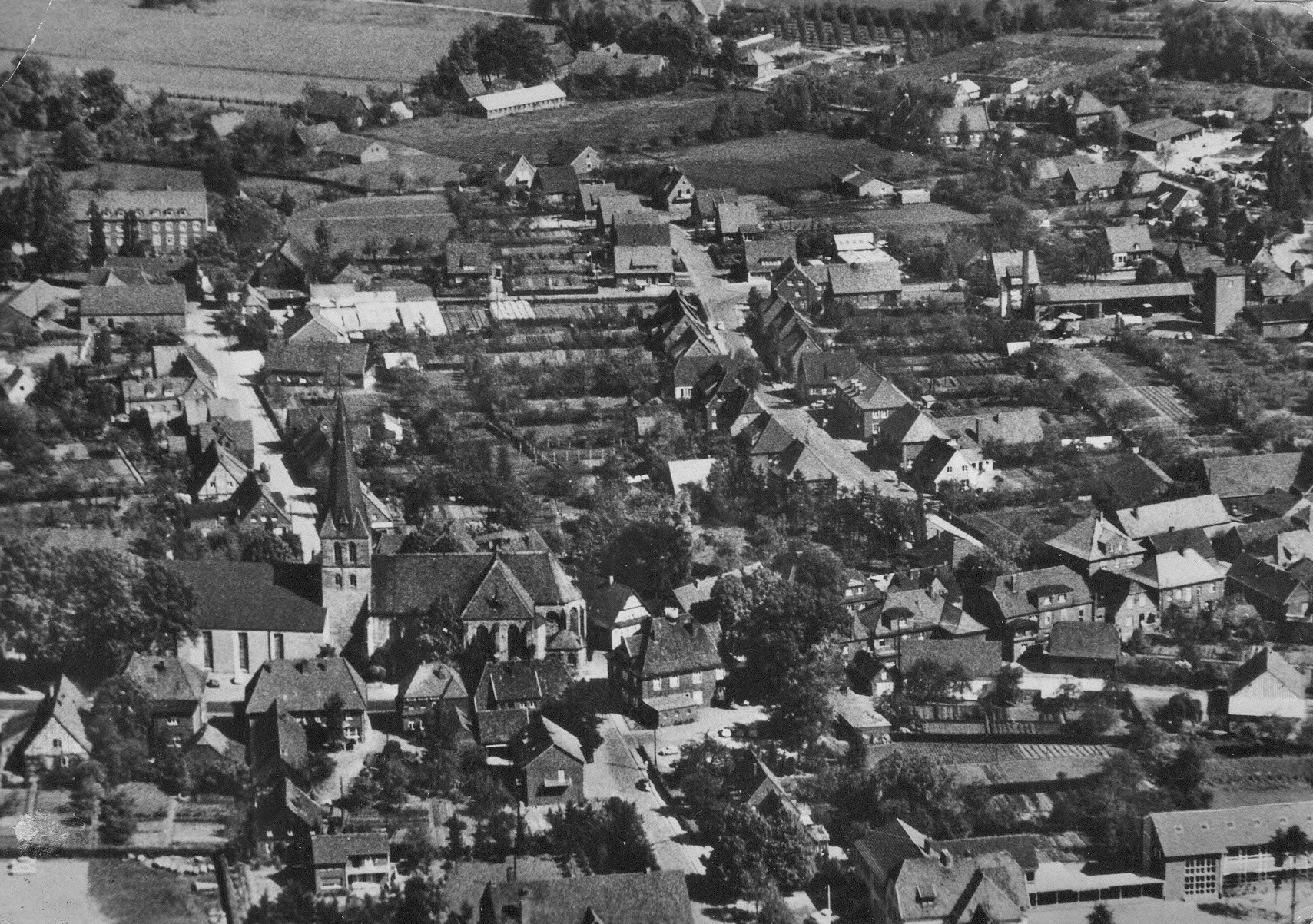
Ostbevern schon mit neuer Kirche 1962, gut zu erkennen die enge Durchfahrt zwischen Saxenrast und alter Kirche
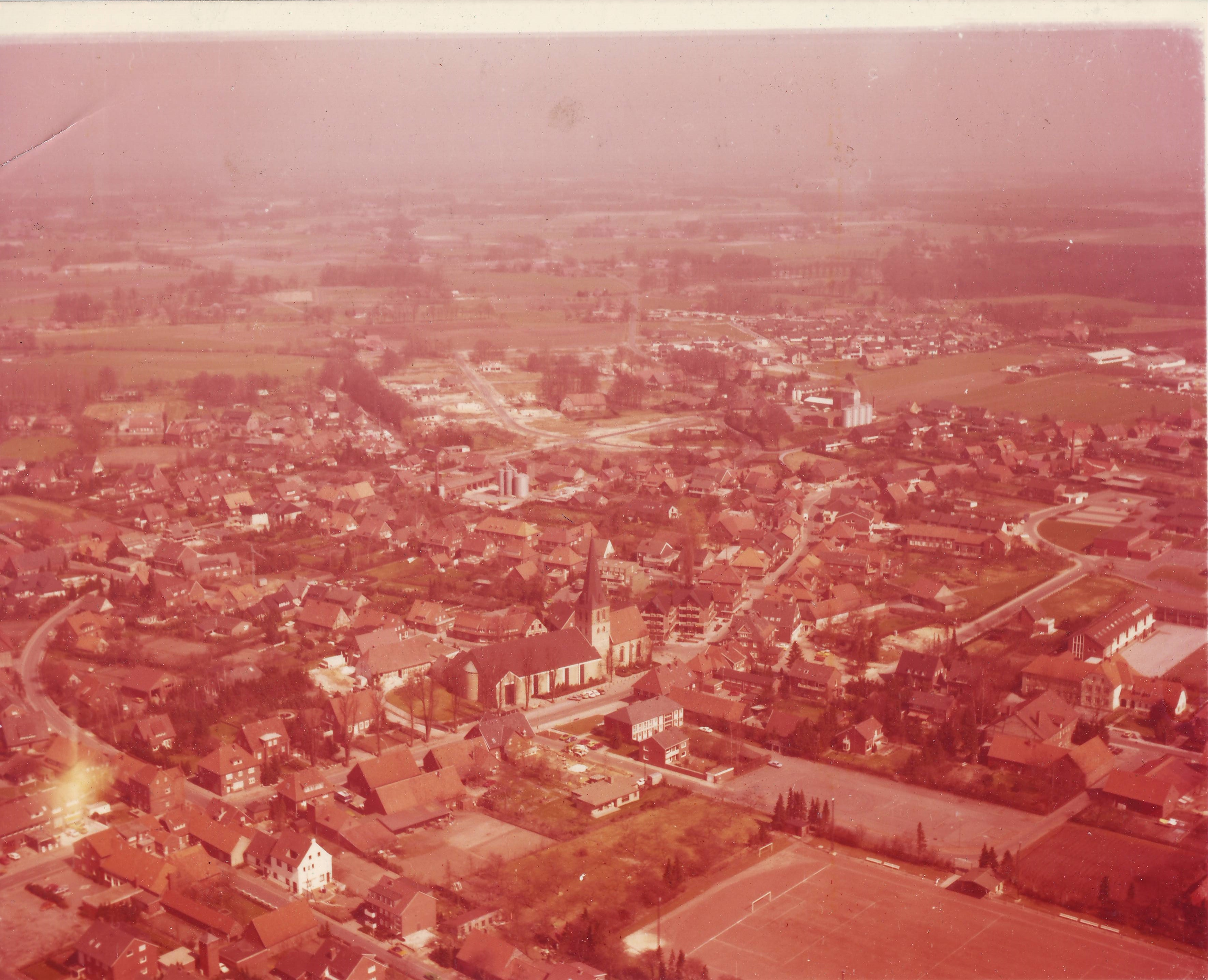
Ostbevern mit der „neuen“ Saxenrast und kleiner alten Kirche 1979, die Hauptstraße noch prominent
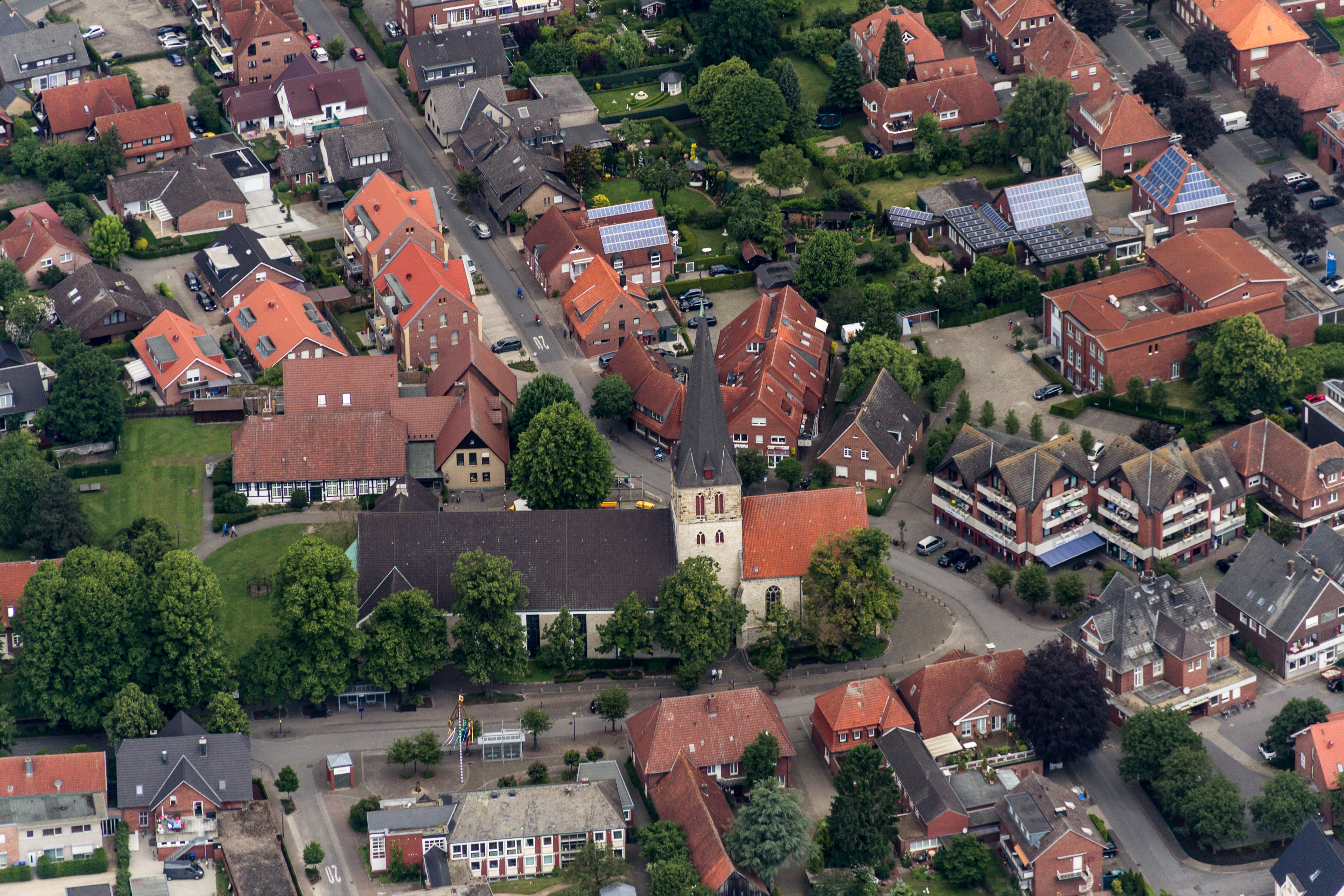
Ostbevern mit der neuen Saxenrast 2014, die Hauptstraße gepflastert und durch breite Bürgersteige zurückgenommen